# Leonhard Hess Stejneger
 (juillet 2024).
Si vous disposez d'ouvrages ou d'articles de référence ou si vous connaissez des sites web de qualité traitant du thème abordé ici, merci de compléter l'article en donnant les références utiles à sa vérifiabilité et en les liant à la section « Notes et références ».
Leonhard Hess Stejneger est un zoologiste américain d'origine norvégienne, né le 30 octobre 1851 à Bergen en Norvège et mort le 28 février 1943.

## Biographie
Stejneger fait des études de droit et de philosophie à l'université de Christiania à Copenhague. Il obtient son doctorat et commence une brève carrière de juriste. Mais son intérêt pour l'histoire naturelle est le plus fort et il part aux États-Unis en 1881 et commence à travailler à la Smithsonian Institution sous la direction de Spencer Fullerton Baird (1823-1887).
Il participe à de nombreuses expéditions dans le nord du continent nord-américain. De 1882 à 1883, il part en mission dans l'île Béring et au Kamtchatka. En 1895, il se rend dans les îles Komandorski, pour y étudier les otaries pour U.S. Fish Commission (le ministère américain de la pêche). Cette étude sera suivie d'une seconde en 1922.
Il mène l'intégralité de sa carrière au Smithsonian. En 1884, il devient assistant conservateur au département des oiseaux, en 1889, il devient conservateur à celui des reptiles et en 1899, conservateur des reptiles et des amphibiens. À partir de 1911, il dirige l'intégralité de la biologie, fonction qu'il conserve jusqu'à sa mort grâce à un décret présidentiel qui le libère de l'obligation de prendre sa retraite.
Il fait paraître plus 400 articles scientifiques sur les oiseaux, les reptiles, les otaries et l'herpétofaune de Porto Rico, ainsi que sur bien d'autres sujets.
Durant son voyage à l'île Bering, il se passionne pour la vie de Georg Wilhelm Steller (1709-1746), qui avait exploré l'île avant lui. La vie de ce scientifique explorateur deviendra son hobby et il en écrira sa biographie.

## Hommages
L'astéroïde (13253) Stejneger porte son nom.